# Åreälven
Der Fluss Åreälven in der schwedischen Provinz Jämtland ist der wichtigste Quellfluss des Indalsälven.
Er hat seinen Ursprung im Gebirgssee Skalsvattnet, der an der schwedisch-norwegischen Grenze liegt.
Von dort fließt er in östlicher Richtung.
Er durchfließt mehrere kleinere Seen, darunter den Tännsjön und Östra Noren.
Zwischen diesen beiden Seen liegt der 37 m hohe Wasserfall Tännfors.
Bis zum Ort Duved verläuft der Länsväg 322 weitgehend entlang dem Flusslauf des Åreälven.
Danach wird der Fluss von der Europastraße 14 bis zu seiner Mündung bei Järpen in den See Liten begleitet.
Er passiert auf seiner Strecke die zur Gemeinde Åre gehörenden Ortschaften  Björnänge und Undersåker.
Kurz vor seiner Mündung überwindet der Åreälven den Wasserfall Ristafall.